# LIVEDATA
株式会社LIVEDATA（ライブデータ）は、日本のデータ復旧サービスを主に供している日本の法人。2006年から電気街秋葉原を拠点とし、政府機関、公共機関、教育機関、メーカー、法人、個人と幅広くデータ復旧サービスを提供している。

## 製品

### データ復元ソフト
- 復旧天使[1]

## 役員

### 代表取締役
- 堤　充史